# حرب الجواسيس (سلسلة روايات)
حرب الجواسيس هي سلسلة روايات من إنتاج المؤسسة العربية الحديثة وتتحدث السلسلة عن صراعات الجواسيس .

## أعداد السلسلة
1. صراع الجواسيس
2. الخدعة الكبرى
3. قلب العدو
4. الجاسوس الغامض
5. الجاسوس
6. عملية الكود ألفا
7. المغامرة السويسرية
8. جاسوس المحيط
9. عملية إكس 107
10. العراف
11. المنشق
12. الدرس
13. أشهر الجواسيس
14. و سقطت كل الرؤوس
15. قاهر الجواسيس
16. عيون الصقر
17. زهرة السم